# Invictarx
 Invictarx  ist eine Ankylosaurier-Gattung aus der Familie Nodosauridae. Sie ist fossil im unteren Campanium (83,6 bis 80,6 mya) des US-Bundesstaates New Mexico nachgewiesen. Die einzige bekannte Art ist Invictarx zephyri.

## Etymologie
Der Gattungsname Invictarx ist abgeleitet von den lateinischen Wörtern invictus (‚unbesiegbar, uneinnehmbar‘) und arx (‚Festung‘) und nimmt Bezug auf die Osteodermpanzerung des Tieres. Das Spezies-Epitheton der Typus-Art ist der Genitiv des lateinischen Wortes Zephyrus (‚Westwind‘) und wurde gewählt in Anlehnung an die starken Winde, die in der Region, in der das Fossilmaterial geborgen wurde, vorherrschen.

## Merkmale

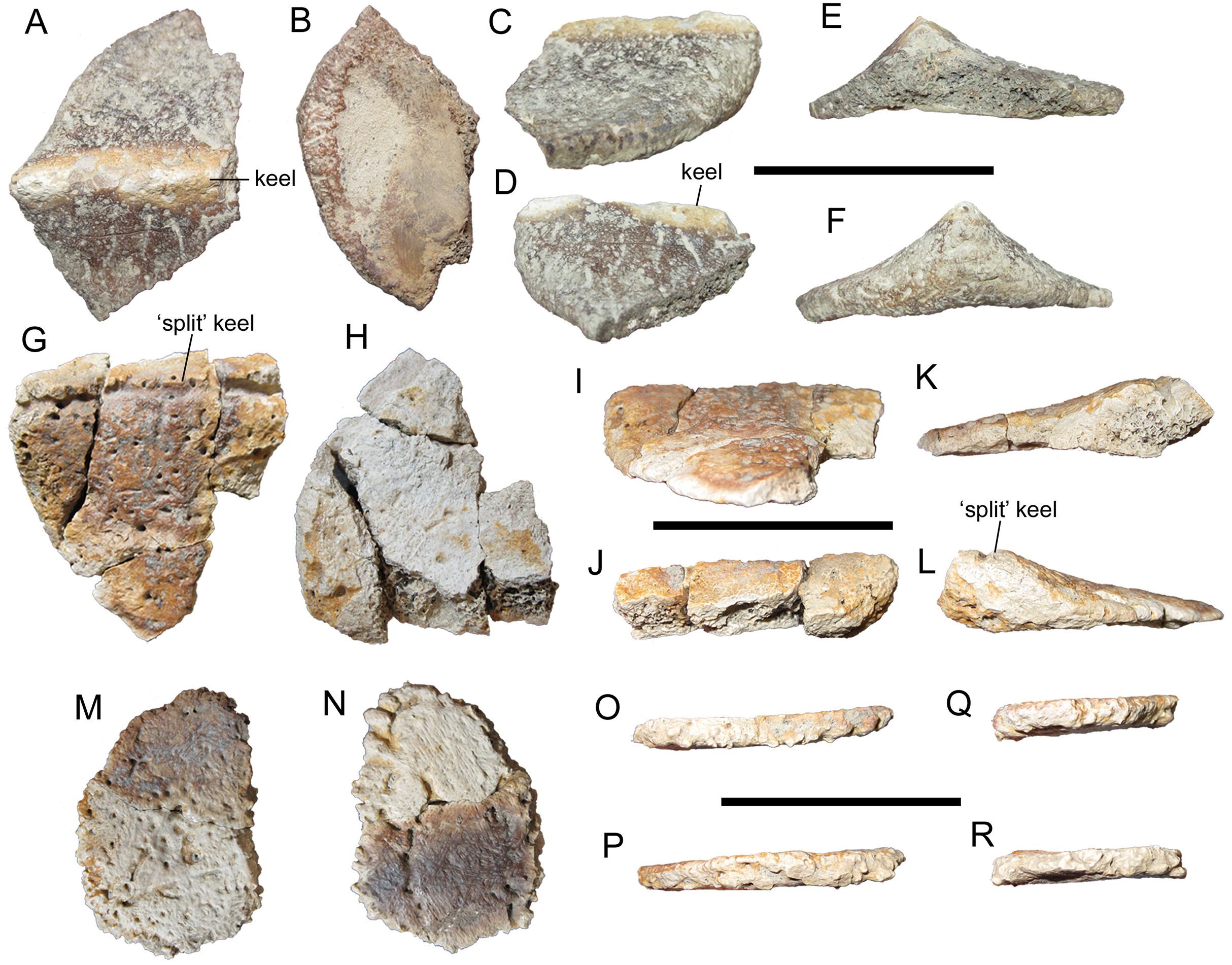
Holotyp von Invictarx zephyri: isolierte Osteoderme des vorderen Rückenbereichs (thoracic osteoderms), mit einem „split keel“ bei dem in G–L abgebildeten Stück.

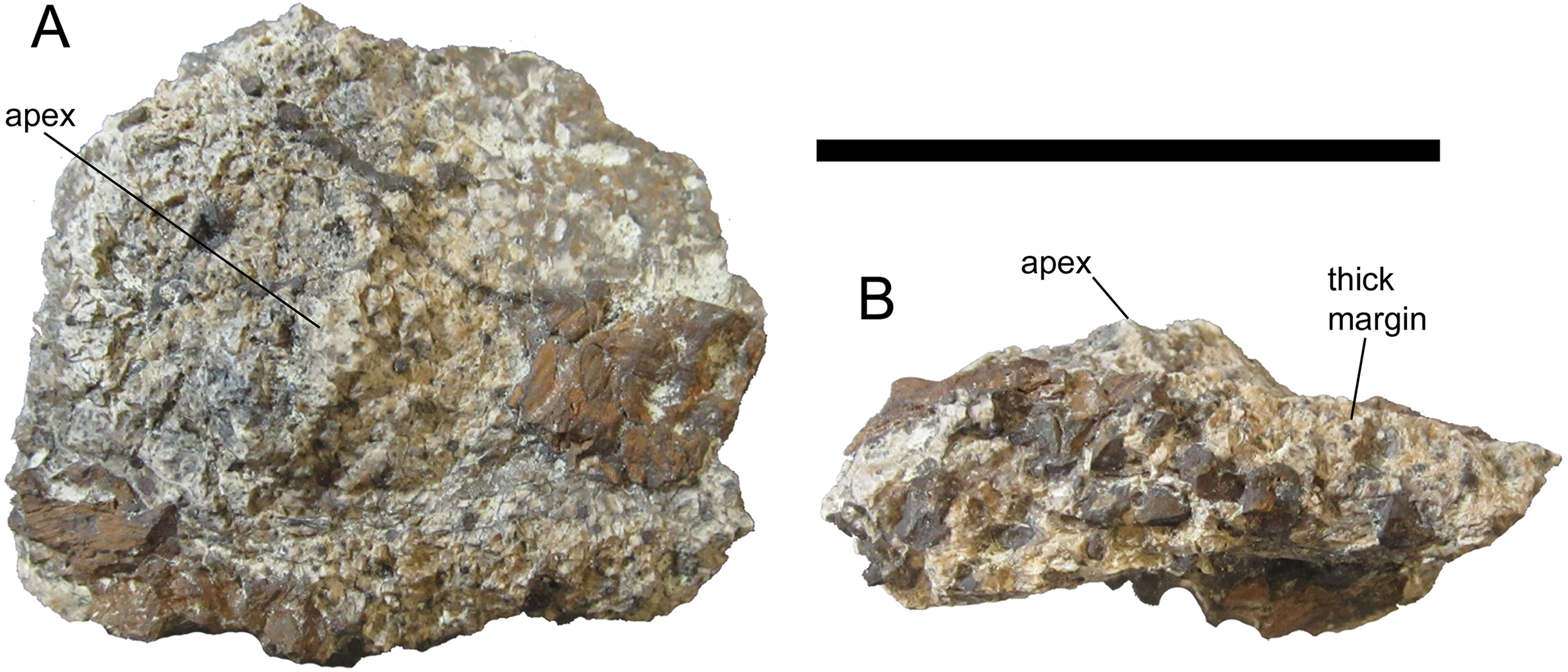
Osteoderm des Beckenschilds. Man beachte die enorme Dicke an den Rändern.

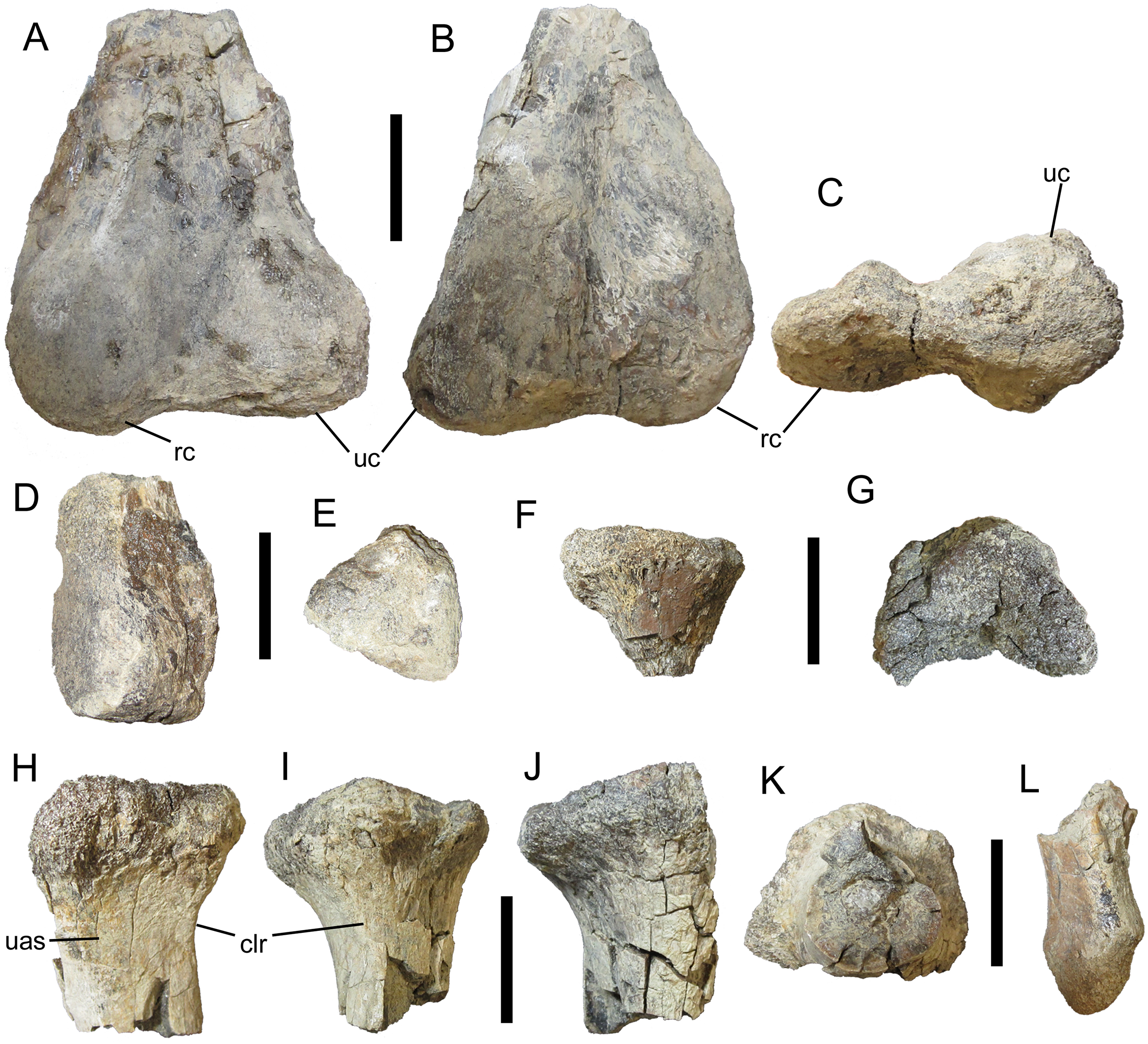
Isolierte Fragmente von Extremitätenknochen von Invictarx zephyri. Man beachte die annähernd kreisrunde proximale Gelenkfläche des Radius in K (siehe Text).

Invictarx ist nur von relativ wenigen, oft bruchstückhaften postcranialen Einzelknochen sowie Hautverknöcherungen, sogenannten Osteodermen und Ossikeln bekannt, die von drei verschiedenen Individuen stammen (jeweils entdeckt und aufgesammelt im Mai 2011, Oktober 2011 und Oktober 2015). Entsprechend wenig kann direkt über allgemeine Merkmale der Gattung gesagt werden. Ausgehend von der Größe der Fundstücke muss die Körperlänge von Invictarx ca. 3 bis 4 Meter betragen haben.
Als diagnostisch wird ein in dieser Form einzigartiger Mix aus speziellen Merkmalen angegeben, die einzeln jeweils auch von anderen Nodosauriden bekannt sind. So sind die Osteodermen allesamt relativ glatt, ohne starke Skulpturierung, haben zahlreiche, zufällig verteilte Grübchen auf der Außenseite und weisen keine oder eine geringe Anzahl von gegabelten (Y-förmigen) und ungegabelten Neurovascularrillen (d. h. Eindrücken von Nervenbahnen und/oder Blutgefäßen) auf, ähnlich wie bei Glyptodontopelta mimus, jedoch ohne das für diese Art typische dichte Muster aus mehrfachverzweigten (dendritischen) Rillen. Einige Osteoderme besitzen einen niedrigen rundlichen Kiel mit einer längs (cranio-caudal) verlaufenden Rinne entlang der Scheitellinie („split keel“), wie er bei Anodontosaurus lambei und Platypelta coombsi vorkommt, jedoch nicht bei Glyptodontopelta mimus. Des Weiteren besaß Invictarx wahrscheinlich einen Beckenschild aus annähernd gleich großen, polygonalen, miteinander verwachsenen Osteodermen, wie er von mehreren anderen Nodosaurien, u. a. Nodosaurus textilis, Stegopelta landerensis, Glyptodontopelta mimus und Europelta carbonensis sowie dem Ankylosauriden Aletopelta coombsi, bekannt ist. Die Osteoderme ähneln dabei besonders stark dem sogenannten Morphotyp C (des „Kategorie-3-Beckenschilds“) von G. mimus.

## Verbreitung
Sämtliches Fossilmaterial der Gattung wurde aus den Juans-Lake-Schichten im oberen Teil der Allison-Subformation der Menefee-Formation von San Juan County im Nordosten des US-Bundesstaates New Mexico geborgen. Die Juans-Lake-Schichten werden auf das Unter-Campan (höhere Oberkreide) datiert. Aus dem gleichen Schichtintervall, möglicherweise sogar aus der gleichen Lokalität wurde der ebenfalls fragmentarisch überlieferte tyrannosauride Dynamoterror beschrieben.
Paläogeographisch liegt San Juan County im Laramidia genannten Westen Nordamerikas, der in der Oberkreide durch den Western Interior Seaway vom Appalachia genannten Osten getrennt war Die Präsenz eines Nodosauriden in der Menefee-Formation bestätigt die Hypothese, dass Nodosauriden die gesamte Oberkreide hindurch in Laramidia präsent waren, während die Ankylosauriden dort im Cenoman ausstarben und erst frühestens im Campan von Asien aus erneut einwanderten.

## Systematik
Aufgrund der fragmentarischen Natur des Fossilmaterials und der entsprechend geringen Menge an verfügbaren anatomischen Informationen konnte die genaue phylogenetische Stellung von Invictarx nicht mithilfe einer kladistischen Analyse ermittelt werden. Die Zugehörigkeit der Gattung zu den Nodosauriden wird an der relativ hohen Dicke der Osteoderme und der planen bis leicht konkaven Form der Basisfläche der Osteoderme sowie an der in Draufsicht annähernd kreisförmigen proximalen (d. h. zum „Ellenbogengelenk“ hinweisenden) Gelenkfläche eines rechten Radius (entspricht der Speiche im menschlichen Unterarm) festgemacht. Die größten Ähnlichkeiten des Fossilmaterials von Invictarx bestehen mit der ebenfalls aus San Juan County, jedoch aus der Ojo-Alamo-Formation (ursprünglich als Ankylosauride) beschriebenen Gattung Glyptodontopelta, wobei der Status des Nodosauriden aus der Menefee-Formation  als eigenständige Gattung unter anderem mit seinem rund 10 Millionen Jahre höheren Alter begründet wird (vgl. → Merkmale).